# همیشه برای من
همیشه برای من یا همیشه مال من (به انگلیسی: Forever Mine) یک فیلم عاشقانه و درام بریتانیایی-کانادایی محصول سال ۱۹۹۹ به نویسندگی و کارگردانی پل شریدر با بازی جوزف فاینز، گرچن مول و ری لیوتا است.

## انتشار اصلی
این فیلم در ۲۲ می ۲۰۰۱ به صورت دی‌وی‌دی منتشر شد.

## داستان
«آلن ریپلی» دل باخته «الا» (گرچن مول) می‌شود و این دو رابطه‌ای را برقرار می‌کنند. پس از این که «الا» نزد شوهرش، «مارک برایس» (ری لیوتا) به بی وفایی خود اعتراف می‌کند، او به طرف صورت «آلن» شلیک می‌کند. اما «آلن» زنده می‌ماند و مدتی بعد با نام «مانوئل اسکما» (جوزف فاینز) بار دیگر با «مارک» و «الا» روبه رو می‌شود…

## تولید
این فیلم در سن پترزبورگ، فلوریدا فیلمبرداری شده‌است.